# Nazareth, Ocotepec
Nazareth är en ort i Mexiko.   Den ligger i kommunen Ocotepec och delstaten Chiapas, i den sydöstra delen av landet, 700 km öster om huvudstaden Mexico City. Nazareth ligger 1 535 meter över havet och antalet invånare är 107.
Terrängen runt Nazareth är kuperad åt sydost, men åt nordväst är den bergig. Runt Nazareth är det ganska glesbefolkat, med 47 invånare per kvadratkilometer. Närmaste större samhälle är Copainalá, 12,6 km söder om Nazareth. I omgivningarna runt Nazareth växer i huvudsak städsegrön lövskog.